# Твердження Едсгара Дейкстра
Тве́рдження Едсгара Дейкстри є одним із доведень теореми Піфагора.

## Твердження Е. Дейкстра
| Якщо в трикутнику кути {\displaystyle \alpha ,\beta ,\gamma } лежать навпроти сторін довжиною a, b, c, відповідно, тоді {\displaystyle \operatorname {sgn}(\alpha +\beta -\gamma )=\operatorname {sgn}(a^{2}+b^{2}-c^{2}),} де {\displaystyle \operatorname {sgn} \,x} — signum-функція. |

### Доведення
Розглянемо довільний трикутник ABC.
Дейкстра побудував дві додаткові лінії CH і CK так що {\displaystyle \angle BCK=\angle CAB} і {\displaystyle \angle ACH=\angle CBA}, що робить трикутники ABC, ACH і BCK подібними і кути AHC і BKC рівними.
Ми маємо випадок {\displaystyle \alpha +\beta <\gamma }, в якому трикутники CKB і AHC, непересічні області і не охоплюють весь {\displaystyle \triangle ACB}; позначаючи площі {\displaystyle \triangle XYZ} як "XYZ" отримаємо наступний випадок
{\displaystyle CKB+AHC<ACB.}
У випадку {\displaystyle \alpha +\beta =\gamma }, H і K збігаються і ми маємо
{\displaystyle CKB+AHC=ACB}
і у випадку {\displaystyle \alpha +\beta >\gamma }, де два трикутники перетинаються, маємо
{\displaystyle CKB+AHC>ACB.}
Підсумувавши, отримаємо
{\displaystyle \operatorname {sgn}(\alpha +\beta -\gamma )=\operatorname {sgn}(CKB+AHC-ACB).}
Три площі цих подібних трикутників мають співвідношення як квадрати відповідних сторін, зокрема
{\displaystyle {\frac {CKB}{a^{2}}}={\frac {AHC}{b^{2}}}={\frac {ACB}{c^{2}}}=k>0,\;k>0.}
Звідси,
{\displaystyle \operatorname {sgn}(\alpha +\beta -\gamma )=\operatorname {sgn}(a^{2}+b^{2}-c^{2}).}
Отже, ми довели теорему
{\displaystyle \operatorname {sgn}(\alpha +\beta -\gamma )=\operatorname {sgn}(a^{2}+b^{2}-c^{2}).}

## Рівність для трапеції
| Для довільної трапеції справедлива рівність {\displaystyle \operatorname {sgn}(\alpha +\beta -\alpha _{1}-\beta _{1})=\operatorname {sgn}(a^{2}+c^{2}-b^{2}-d^{2}),} де a, c — бічні сторони, b, d — основи трапеції, {\displaystyle \alpha } — кут між діагоналлю {\displaystyle d_{1}} та нижньою основою d, {\displaystyle \beta } — кут між діагоналлю {\displaystyle d_{2}} та нижньою основою d, {\displaystyle \alpha _{1}} — кут між діагоналлю {\displaystyle d_{1}} та бічною стороною a, {\displaystyle \beta _{1}} — кут між діагоналлю {\displaystyle d_{2}} та бічною стороною a. |

### Доведення
Розглянемо {\displaystyle \triangle BOC} та {\displaystyle \triangle DOA}. 
З подібності трикутників маємо відношення
{\displaystyle {\frac {BC}{DA}}={\frac {BO}{DO}}={\frac {CO}{AO}}=k.}
Нехай {\displaystyle AC=d_{1}}, тоді
{\displaystyle {\frac {CO}{AO}}={\frac {d_{1}-AO}{AO}}=k;\;AO={\frac {d_{1}}{k+1}}}.
Нехай {\displaystyle BD=d_{2}}. Аналогічно 
{\displaystyle DO={\frac {d_{2}}{k+1}}}.
За теоремою Дейкстра
{\displaystyle \operatorname {sgn}(\alpha +\beta -\gamma )=\operatorname {sgn}(AO^{2}+OD^{2}-AD^{2})=\operatorname {sgn} \left({\frac {d_{1}^{2}}{(k+1)^{2}}}+{\frac {d_{2}^{2}}{(k+1)^{2}}}-d^{2}\right).}
Відомо, що {\displaystyle d_{1}^{2}+d_{2}^{2}=2bd+a^{2}+c^{2}}.
Виразимо d: 
{\displaystyle {\frac {BC}{AD}}=k={\frac {b}{d}};\;k+1={\frac {b}{d}}+1={\frac {b+d}{d}}\Longrightarrow d={\frac {b+d}{k+1}}}.
Підставимо:
{\displaystyle \operatorname {sgn} \left({\frac {2bd+a^{2}+c^{2}}{(k+1)^{2}}}-{\frac {(b+d)^{2}}{(k+1)^{2}}}\right)=\operatorname {sgn} \left({\frac {2bd+a^{2}+c^{2}-b^{2}-2bd-d^{2}}{(k+1)^{2}}}\right)=}
{\displaystyle =|k+1\neq 0|=\operatorname {sgn}(a^{2}+c^{2}-b^{2}-d^{2})=\operatorname {sgn}(\alpha +\beta -\gamma ).}
Оскільки {\displaystyle \gamma =\alpha _{1}+\beta _{1}} одержимо наступну рівність
{\displaystyle \operatorname {sgn}(\alpha +\beta -\gamma )=\operatorname {sgn}(\alpha +\beta -\alpha _{1}-\beta _{1})=\operatorname {sgn}(a^{2}+c^{2}-b^{2}-d^{2}).}
Що й треба було довести.

## Узагальнення
Якщо у твердженні Дейкстра покласти {\displaystyle \alpha +\beta =\gamma =\pi /2}, то утвориться прямокутний трикутник і згідно теореми
{\displaystyle a^{2}+b^{2}=c^{2}}.
Остання рівність всім відома як теорема Піфагора.
Зокрема, в трапеції із перпендикулярними діагоналями для бічних сторін виконується рівність
{\displaystyle a^{2}+c^{2}=b^{2}+d^{2}.}